# IV. Agisz spártai király
IV. Agisz (görög betűkkel Ἆγις, Kr. e. 265 körül – Kr. e. 241) Spárta Eurüpontida királya volt. Főleg reformjairól volt híres, amelyeknek csak töredékét tudta megvalósítani. Egy hadjáratáról való visszatérést követően királytársa, az Agiada II. Leónidasz elfogatta és kivégeztette.

## Élete

### Ifjúkora
II. Eudamidasz spártai király fiaként született meg.
Kr. e. 244-ben került hatalomra. A sztoikus filozófus, Sphairosz befolyása következtében társadalmi reformokat kívánt bevezetni Spártában. Mivel ekkorra már csak 700 teljes jogú spártai polgár maradt, illetve körülbelül 100 nagybirtokos aki az állam termőterületeinek nagy részét birtokolta. Ezt az állapotot szerette volna IV. Agisz orvosolni éppen ezért egyik hívét, Lüszandroszt eforosszá választotta.
Lüszandrosz egy javaslatot terjesztett a vének tanácsa elé, melyben azt kérte a tanácstól, hogy engedjék el az adósok tartozásait, a spártai polgárok között 4500, a körüllakók között pedig 15 000 földparcellát osszanak szét, elősegítve ezzel a fejlődésüket, és biztosabb megélhetésüket. Ezenkívül gondolt arra is, hogy a lecsökkent spártai polgárságot az arra alkalmas körüllakókból lehetne újra felduzzasztani. Hogy a reformokkal szembeni ellenállásnak véget vessen, Lüszandrosz elküldte hivatalából a konzervatív társkirályt, II. Leónidaszt és elűzött ötbb reformellenes ephoroszt is.

### Halála
Miután azonban Lüszandrosz megvált tisztségétől, az eforoszok között ismét a konzervatív politika lett az elfogadott. Kihasználva hogy IV. Agisz fegyverbe vonult az Anatóliát fenyegető aitólok ellen, (mégpedig az akháj szövetség oldalán) visszahívták a konzervatív II. Leónidaszt. Leónidasz kihasználta a köznép elbizonytalanodását Agisszal kapcsolatban, ezért visszatértekor elfogatta, és kivégeztette.
| Előző uralkodó: II. Eudamidasz | Spárta eurüpóntida királya Kr. e. 244 – Kr. e. 241 | Következő uralkodó: III. Eudamidasz |